# 哈尔滨文化公园

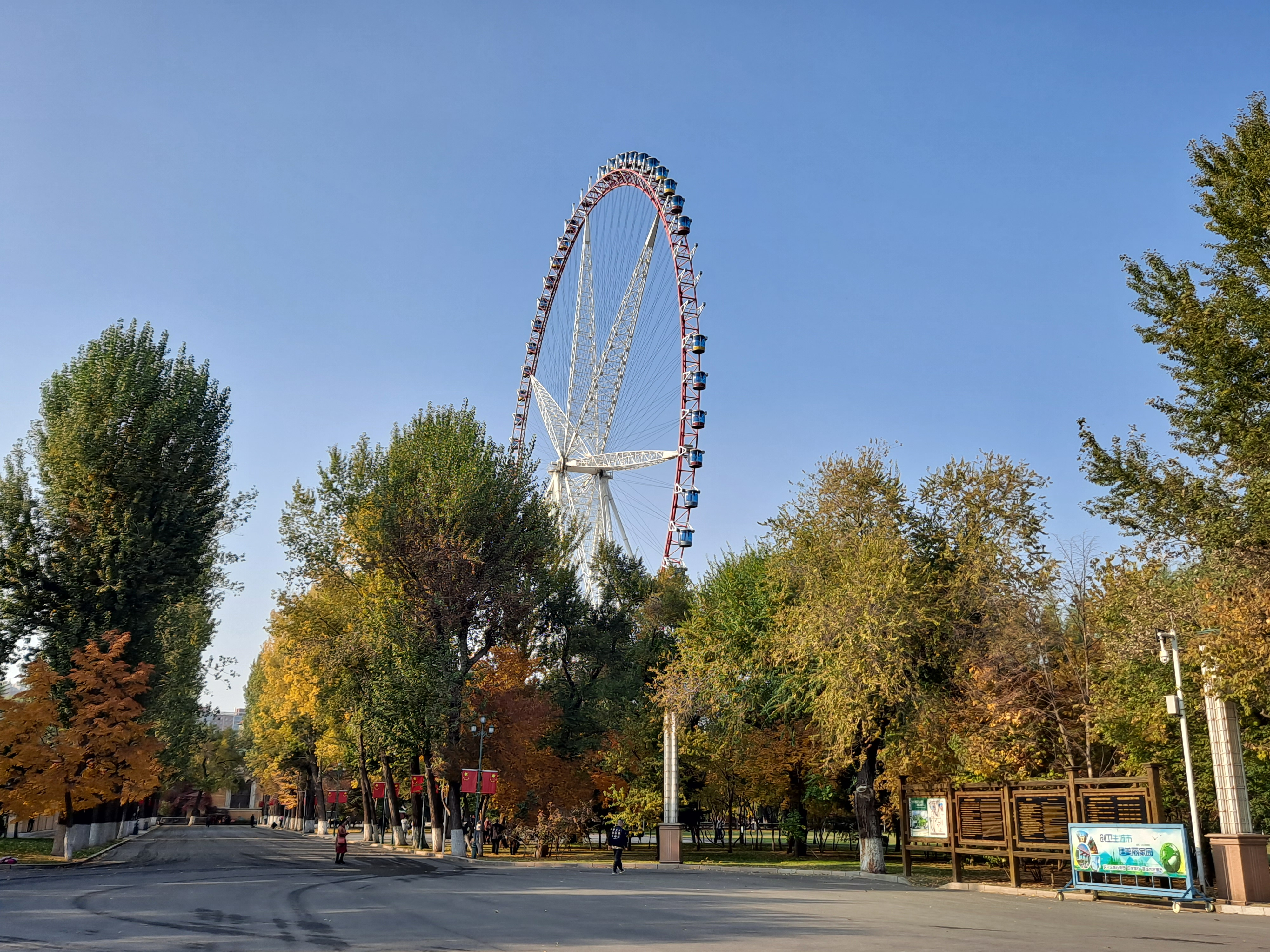
哈尔滨文化公园

哈尔滨文化公园，原名哈尔滨游乐园，是位於中国黑龙江省哈尔滨市道外、南岗两区交界处的一公园。公园占地22.8公顷，园内设有大型露天广场、游乐场等。

## 概述
建于1958年。1993年，该园扩建并更名为“哈尔滨游乐园”。2010年，该园获得AAAA级旅游景区称号。2013年4月，应哈尔滨城市管理局要求，名称改回“哈尔滨文化公园”。
曾有女游客在哈尔滨文化公园被砸破头，园方给出的回应对该游客造成了不满情绪。